# Liv laga
Liv laga är ett musikalbum med Halvdan Sivertsen. Albumet utgavs 1981 av skivbolaget MAI.

## Låtlista
Sida 1
1. "Sommervise om våren" – 2:59
2. "Jordbær i juni" – 3:00
3. "Mjelle" (Halvdan Sivertsen/Terje Nilsen) – 3:52
4. Bra støkke" – 3:12
5. "Rop på mæ" – 3:14
6. "Førr liten og førr stor" – 3:00

Sida 2
1. "Liv laga" – 2:40
2. "Sovjet, Sovjet" – 3:34
3. "Lina" – 1:54
4. "Bruan" – 3:00
5. "Håp i havet" – 3:07
6. "Den finnes enda ti" – 3:18

- Alla låtar skrivna av Halvdan Sivertsen där inget annat anges.

## Medverkande
Musiker
- Halvdan Sivertsen – sång, gitarr
- Henning Sommerro – piano, keyboard, orgel, arrangement
- Bent Patey – elektrisk gitarr
- Bjørn Kjellemyr – basgitarr
- Finn Sletten – trummer
- Berit Johnsen, Elin Rosseland, Hege Schøyen, Tone Wik – körsång
- Elisabeth Belfcage, Fred-Henrik Aase, Gunnar Ihlen, Kirsten Jahr, Prejsnar Czeslaw, Sigmund Jaang – violin
- Jochemczyk Zygmunt, Johan Otto Johansen – viola
- Øyvind Ekornes – cello
- Sissel Dørum – flöjt
- Terje Aadne – horn
- Matz Pettersen – oboe
- Svein Gjermundrød – trumpet
- Henning Johnsen – trombon
- Harald Bergersen – klarinett
- John Svendsen – pukor

Produktion
- Erik Hillestad – musikproducent
- Halvdan Sivertsen – musikproducent
- Haakon Manheim – ljudtekniker
- Fotograf Myrer – foto
- Knut Eide – omslagsdesign